# 뱅자맹 다르블레
뱅자맹 다르블레(프랑스어: Benjamin Darbelet, 1980년 11월 13일~)는 프랑스의 유도 선수이다. 2008년 하계 올림픽 남자 하프라이트급에서 은메달을 획득했다.